# Raketen-Zeichen
Das Raketen-Zeichen (englisch rocket sign) ist ein klinisches Zeichen, das bei Menschen auftreten kann, die an einer progressiven supranukleären Blickparese (PSP) erkrankt sind. Auf die Aufforderung, aus dem Sitzen aufzustehen, schnellen diese häufig hoch („hochschießen“). Dies geschieht ungeachtet der mit der Erkrankung einhergehenden posturalen Instabilität und kann entsprechend zu Stürzen führen. Ursächlich ist eine Dysfunktion des Frontallappens.